# Medaglia ASME
La medaglia ASME (ASME Medal), creata nel 1920, è la onorificenza più grande conferita dalla ASME (American Society of Mechanical Engineers) per "eminently distinguished engineering achievement".
I primi conferimenti attribuivano una medaglia d'oro, con l'incisione "What is not yet, may be", e 15.000 US$ di denaro.
ASME dà anche altre onorificenze come la Edwin F. Church Medal, la Holley medal, e la Soichiro Honda medal.

## Premiati
Fonte: ASME
- 1921: Hjalmar G. Carlson
- 1922: Frederick A. Halsey
- 1923: John R. Freeman
- 1926: Robert Andrews Millikan
- 1927: Wilfred Lewis
- 1928: Julian Kennedy
- 1930: W. L. R. Emmet
- 1931: Albert Kinsbury
- 1933: Ambrose Swasey
- 1934: Willis Carrier
- 1935: Charles T. Main
- 1936: Edward Bausch
- 1937: Edward P. Bullard Jr
- 1938: Stephen J. Pigott
- 1939: James E. Gleason
- 1940: Charles F. Kettering
- 1941: Theodore von Kármán
- 1942: Ervin G. Bailey
- 1943: Lewis K. Sillcox
- 1944: Edward G. Budd
- 1945: William F. Durand
- 1946: Morris E. Leeds
- 1947: Paul W. Kiefer
- 1948: Frederick G. Keyes
- 1949: Fred L. Dornbrook
- 1950: Harvey C. Knowles
- 1951: Glenn B. Warren
- 1952: Nevin E. Funk
- 1953: Crosby Field
- 1954: E. Burnley Powell
- 1955: Granville M. Read
- 1956: Harry F. Vickers
- 1957: Llewellen M.K. Boelter
- 1958: Wilbur H. Armacost
- 1959: Martin Frisch
- 1960: C. Richard Soderberg
- 1962: Philip Sporn
- 1963: Igor I. Sikorsky
- 1964: Alan Howard
- 1965: Jan Burgers
- 1967: Mayo D. Hersey
- 1968: Samuel C. Collins
- 1969: Lloyd H. Donnell
- 1970: Robert Rowe Gilruth
- 1971: Horace Smart Beattie
- 1972: Waloddi Weibull
- 1973: Christopher C. Kraft, Jr.
- 1974: Nicholas J. Hoff
- 1975: Maxime A. Faget
- 1976: Raymond D. Mindlin
- 1977: Robert W. Mann
- 1979: Jacob P. Den Hartog
- 1980: Sōichirō Honda
- 1981: Robert S. Hahn
- 1983: Jack N. Binns, Sr.
- 1984: Aaron Cohen
- 1985: Milton C. Shaw
- 1986: Orlan W. Boston
- 1987: Philip G. Hodge, Jr.
- 1988: Eric Reissner
- 1989: William R. Sears
- 1990: Harley A. Wilhelm
- 1992: Daniel C. Drucker
- 1993: Richard H. Gallagher
- 1996: Robert C. Dean, Jr.
- 1997: Bernard Budiansky
- 1998: Frank Kreith
- 1999: H. Norman Abramson
- 2000: Arther E. Bergles
- 2001: Warren M. Rohsenow
- 2002: Leroy S. "Skip" Fletcher
- 2003: Norman R. Augustine
- 2004: Bradford W. Parkinson
- 2005: Robert E. Uhrig
- 2006: Richard J. Goldstein
- 2007: Dean L. Kamen
- 2008: Frank E. Talke
- 2009: Nam Pyo Suh
- 2010: John Abele
- 2011: Clayton Daniel Mote Jr.
- 2012: Jan D. Achenbach, Northwestern University, USA
- 2013: Siavouche Nemat-Nasser, University of California, San Diego, USA
- 2014: Van C. Mow
- 2015: James R. Rice
- 2016: J.N. Reddy